# 佐藤江梨子
佐藤 江梨子（さとう えりこ、1981年〈昭和56年〉12月19日 - ）は、日本の女優、タレント、モデル、元グラビアアイドル。愛称は、サトエリ。東京都出身。レディバード所属（元：イエローキャブ→ノックアウト)。

## 来歴
東京都足立区の北千住生まれ。
2歳から7歳までは仙台市に住む。小学2年生から中学1年生までは神戸市東灘区に住んでおり、このため神戸弁でも話をすることができる。中学1年生の時に阪神・淡路大震災で被災して大阪市の肥後橋へ引っ越す。被災した時に、唯一の情報源だったラジオ番組のパーソナリティが励ましの言葉を繰り返すのを聞き、自分もメディアで働いて人に勇気を与えたいと思い、芸能界入りを目指す。中学3年生で大阪市から東京都へ引っ越す。
芸能人が多く所属する学校に入学すれば芸能人になれるかもしれないと考え、堀越高等学校に進学。高校在学時の1999年、『大磯ロングビーチキャンペーンガール』に選出され、その後、芸能事務所・イエローキャブからスカウトされた。2001年には再び同キャンペーンガールに選ばれている。
2002年、「サムライガール21」で映画デビュー。
2013年4月、フィットネス誌『FYTTE』で約10年ぶりにグラビアを披露した。
2014年6月9日、甲子園球場で始球式に登場した。
2015年1月末でイエローキャブと契約満了。
同年1月31日、ブラジル人の男性との結婚および妊娠をブログで発表した。同年2月よりノックアウトに移籍。同年8月に第1子の男児を出産。出産後は2016年2月1日スタートの昼ドラマ『嵐の涙〜私たちに明日はある〜』の主演で復帰を果たした。
2017年10月、映画『リングサイド・ストーリー』に出産後、初の映画出演となった。
2021年4月8日、甲子園球場で7年ぶりに始球式に登場した。

## 人物
- 趣味：読書、映画鑑賞[27]、ヨガ[28]。詩や小説を書くこともあり、著書『気遣い喫茶』（扶桑社）としてまとめられたり[29]、作家の石田衣良や唯川恵とコラボレーションした小説『トロワ』も発表している[30]。
- 家族：父[7]、母[31]、2歳上の姉[31]（役者の佐藤水香[32]）と7歳下の弟がいる[7][10]。 結婚後は12歳年上[33]で199cmの夫[34]と息子がいる[28][35]。

### 交友関係
- 小林明実は中学校の先輩である[36]。

### エピソード
- 子供の頃はバレエ[37]、器械体操を習っていた[38]。
- 中学の3年間は美術部に所属して抽象画やグラフティーや油絵を描き、大阪から東京に転校した後の中学3年生の2学期は科学部に所属するなど、もともと芸術全般に興味があり、将来も芸大に進む予定だった[12]。
- 「サトエリのホムピー」という自身の公式サイト・ブログを持っていたが、2005年末に終了。その後ブログは「SATOERI TIMES」と名を変えて復活した。
- 夫と出会ったのは、2012年4月にモデルの友人が男性との食事会を開催してくれたのがきっかけ[39]。紳士的で気配りのできる男性だった[39]。男性は人から身長を尋ねられるが「189cm」と答えて猫背気味に歩く姿を見た瞬間に、自身の背の高さのコンプレックスも分かってくれると思い、「私この人と結婚する」と出会った初日に確信した。佐藤が普段から男性より身長を低く見せようとして、猫背で腰を痛めたほどだったことによる。その日に連絡先を交換し、積極的に男性を誘ってデートをした[39]。4回目のデートで部屋の合鍵をつけたキーケースをプレゼントされて、タキシードで交際の申し込みをされる[39]。付き合って2年が経った2014年12月1日に男性に妊娠の報告をすると、1時間後には結婚指輪を買ってくれて[39]、2時間後にはタキシードを着て指輪を持ってプロポーズされた[34]。
- イエローキャブを退所するため事務所の移籍先を探している時期に、京都撮影所で偶然柄本佑と会い、「お母さん元気？」と角替和枝のことを話していた流れで事務所が決まったという[40]。
- 本人曰く「私、ヌードになっているイメージがある」とのことだが、水着のグラビアを披露し続けていたことはあっても、一度もヌードになったことは無い。デビューする時に両親から「ヌードになるならお父さんとお母さんを殺してからにしてくれ」と言われていたことから、有名カメラマンからヌードのオファーがあっても全て断ったという[41]。

## 受賞歴
- 2003年 - 第20回ベストジーニスト（日本ジーンズメーカー協議会選出部門）[42]
- 2005年 - パーカッシオ美脚大賞（20代部門）[43]
- 2007年 - 第29回ヨコハマ映画祭 主演女優賞（『腑抜けども、悲しみの愛を見せろ』）

## 出演

### テレビドラマ
- 美少女H（フジテレビ）
  - 第13話「彼のお家で××」（1998年）
  - 第17話「海とリンゴ」（1998年） - 主演
  - スペシャル「Juliet'98」（1998年）
- パーフェクトラブ!（1999年、フジテレビ） 最終回エンドロールの出演のみ
- ハッピィサルベージ（1999年、テレビ朝日） - 高原あみ 役
- 可愛いだけじゃダメかしら?（1999年、テレビ朝日）
- L×I×V×E（1999年、TBS）
- ドラマ家族模様「マッチポイント!〜女が勝負をかける時〜」第11回・第12回（2000年、NHK）　- 月岡マミ子 役
- 編集王 第2話（2000年、フジテレビ）　- 村瀬小夏 役
- 行け行けイケメン! 第12(最終)話（2000年3月26日、日本テレビ）
- ドラマ愛の詩「料理少年Kタロー」（2001年、NHK教育テレビ） - 鎌倉マリ子 役
- ちゅらさん（2001年、NHK） - 北野 役
- 金曜エンタテイメント「地獄の花嫁2 ウェディングドレス殺人 亡霊の復讐」（2001年2月2日、フジテレビ）
- 金曜エンタテイメント「女マネージャー金子かおる 哀しみの事件簿1」（2002年2月8日、フジテレビ）
- 女と愛とミステリー「市原悦子サスペンス 犯罪交渉人ゆり子(2) 水上温泉立てこもり事件!」（2002年4月3日、テレビ東京）
- 演技者。「錦鯉」（2002年、フジテレビ） - 安那 役
- ランチの女王 第11話（2002年、フジテレビ） - 桐島なぎさ 役
- 塩カルビ第8話「タメぐち病」（2002年、tvk他） - 美紀子 役
- 怪談百物語「雨月物語」（2002年、フジテレビ）
- 水戸黄門 第32部第1話（2003年、TBS） - 松姫 役
- ドゥニチラヴ 第1話「週末カフェ」（2003年、テレビ神奈川ほか） - ハル子 役
- 独身3!! 第8話（2003年、テレビ朝日） - ナミ 役
- オレンジデイズ 第1話（2004年、TBS） - アリサ 役
- 気遣い純喫茶（2004年、フジテレビ） - エリ 役
- 東京湾景（2004年、フジテレビ） - 山根真理 役[44]
- 子連れ狼 第3部 第1話・第9話（2004年、テレビ朝日・東映） - 鞘香 役
- 恋におちたら〜僕の成功の秘密〜（2005年、フジテレビ） - 星野守子 役
- 電車男（2005年、フジテレビ） - 沢崎果歩 役[45]
  - 電車男DX 最後の聖戦（2006年9月23日、フジテレビ） - 沢崎果歩 役
- 相棒（テレビ朝日）
  - Season4 第8話（2005年）[46] - 進藤ミサエ 役
  - Season18 第5話（2019年11月6日） - 南優希（竹田ユキ） 役[47]
- 新春ワイド時代劇「天下騒乱〜徳川三代の陰謀」（2006年、テレビ東京） - 白狐 役
- 戦国自衛隊・関ヶ原の戦い（2006年、日本テレビ）  - 深見萌 役
- CAとお呼びっ!（2006年7月 - 9月、日本テレビ） - 藤沢りさ子 役
- 新・人間交差点（2006年8月、NHK） - 富岡マリエ 役
- 火曜ドラマゴールド（日本テレビ）
  - 「美熱 〜美肌の誘惑 現代エステ大奥物語〜」（2006年11月21日） - 藤結花 役
  - 「マイ☆スイートホーム 〜夢の大吉・夢を売ります〜」（2007年1月23日） - 緑川あき 役
- 即興ドラマ つかじの無我〜12人の証言者〜 第2話（2007年4月10日、WOWOW） - エリコ 役
- 菊次郎とさき（2007年7月 - 9月、テレビ朝日） - 湯川美智子 役
- 蒼い瞳とニュアージュ（2007年、WOWOW）
- 超高層マンションの妻 〜危険な来訪者〜（2008年3月1日、テレビ朝日） - 溝口香 役
- ヤスコとケンジ（2008年7月26日、日本テレビ） - 愛 役
- ザ・クイズショウ（2008年8月2日・9日、日本テレビ） - 内田清美 役
- ネオコラ!〜東京環境会議〜（2008年10月13日、フジテレビ）
- イケ麺そば屋探偵〜いいんだぜ!〜（2009年5月2日・9日、日本テレビ）
- 少年時代（2009年6月21日、東海テレビ） - 榊原美樹 役
- 婚カツ!（2009年6月22日、フジテレビ） - 荒田玲子 役
- オトコマエ!2（2009年9月5日 - 12月12日、NHK） - なつめ 役
- その街のこども（2010年1月17日、NHK） - 主演・大村美夏 役[48]
- ヤマトナデシコ七変化 第5話（2010年2月12日、TBS） - 女の幽霊 役
- 離婚同居（2010年5月18日 - 6月15日、NHK） - 主演・直子 役
- 絶対泣かないと決めた日〜緊急スペシャル〜（2010年7月2日、フジテレビ） - 辰巳絵里奈 役
- 崖っぷちのエリー〜この世でいちばん大事な「カネ」の話（2010年7月9日、テレビ朝日・朝日放送） - 浅川葉子 役
- LADY〜最後の犯罪プロファイル〜 第2話（2011年1月14日、TBS） - 田宮清美 役
- 恋する日本語 第2話（2011年1月28日、NHK）　- ゲスト出演
- バーテンダー 第7話（2011年3月25日、テレビ朝日） - 医師・君島瑠美 役
- 新・警視庁捜査一課9係season3 第1話「消された女刑事」（2011年7月7日、テレビ朝日） - 黛涼子刑事 役
- それでも、生きてゆく（2011年7月 - 9月、フジテレビ） - 草間真岐 役
- ここが噂のエル・パラシオ（2011年10月 - 12月、テレビ東京） - 須弥仙桜花 役[49]
- ドラマスペシャル アントキノイノチ〜プロローグ〜天国への引越し屋（2011年11月5日、TBS） - 小沢瞳 役
- 金曜プレステージ特別企画「悪女たちのメス］（2011年12月9日、フジテレビ） - 正木恵 役
- はつ恋 第2回 - 第8回 （2012年5月29日 - 7月17日、NHK） - 蛯名幸絵 役
- ボーイズ・オン・ザ・ラン（2012年7月 - 9月、テレビ朝日） - しほ 役
- 走馬灯株式会社 第6話（2012年8月20日、TBS） - 雪村静香 役
- TOKYOエアポート〜東京空港管制保安部〜（2012年10月 - 12月、フジテレビ） - 桐島悠 役
- 勇者ヨシヒコと悪霊の鍵 第7話（2012年11月23日、テレビ東京） - ルイーダ 役
- 第24回 フジテレビヤングシナリオ大賞「Dear ママ」（2012年12月23日、フジテレビ） - 橋口美穂 役
- ラストホープ 第1話（2013年1月15日、フジテレビ） - 森田理沙子 役
- ビブリア古書堂の事件手帖 第3話（2013年1月28日、フジテレビ） - 坂口しのぶ 役
- ドラマスペシャル SP〜警視庁警護課III（2013年4月27日、テレビ朝日） - 林沙貴 役
- 金曜プレステージ「事件屋稼業」（2013年5月17日、フジテレビ） - 杉本麗子 役
  - 金曜プレステージ「事件屋稼業2」（2014年1月31日）
- 夫婦善哉（2013年8月24日 - 9月14日、NHK） - 金八 役
- ショムニ2013 第8話（2013年9月4日、フジテレビ） - 浦川ナルミ 役
- 水曜ミステリー9「カメラマン亜愛一郎の迷宮推理」（2013年11月13日、テレビ東京） - 小西茜 役
- さぬきうどん融資課（2014年5月21日、NHK BSプレミアム） - 重松直子 役[50]
- おそろし〜三島屋変調百物語 第4話（2014年9月20日、NHK BSプレミアム） - お福 役[51]
- ぼんくら 第5話（2014年11月13日、NHK） - 葵 役
- 鈴木光司 リアルホラー「タクシー」（2015年3月29日、BSフジ） - 主演・久保田詳子 役[52]
- 嵐の涙〜私たちに明日はある〜（2016年2月1日 - 3月31日、東海テレビ） - 主演・石原里子 役[53][54]
- 本当にあった女の人生ドラマ「パート戦争」（2016年11月18日、フジテレビ） - 外山亜弓 役[55]
- 猫忍（2017年1月 - 3月、tvkほか） - 紅葉 役[56]
- 浅田次郎 プリズンホテル 第1話（2017年10月7日、BSジャパン） - 田村清子 役[57]
- 半分、青い。（2018年、NHK） - 小倉瞳 役[58]
- ぬけまいる〜女三人伊勢参り（2018年10月27日 - 12月22日、NHK） - お志花 役[59]
- 抱かれたい12人の女たち 第9話（2019年11月30日、テレビ大阪）[60]
- 絶対零度〜未然犯罪潜入捜査〜 第7話（2020年2月17日、フジテレビ） - 仁科紗耶香 役[61]
- 科捜研の女 Season 19 第32話（2020年2月27日、テレビ朝日） - 篠宮佐和 役
- 惑星スミスでネイキッドランチを（2021年4月5日 - 6月29日、サンテレビ） - 主演・志穂 役[62]
- つまり好きって言いたいんだけど、（2021年10月7日 - 12月23日、テレビ東京） - 原真知子 役
- 善人長屋 第6話（2022年8月12日、NHK BSプレミアム・BS4K） - 沢渡重 役[63]
- とりあえずカンパイしませんか?（2023年3月2日 - 3月23日、テレビ東京） - シズナ 役[64]
  - とりあえずカンパイしませんか?～アテのない男たち～ 最終話（2023年3月23日、TVer）
- 大奥 Season2（2023年10月3日 - 、NHK総合） ｰ 武女（むめ） 役[65]
- ポケットに冒険をつめこんで（2023年10月20日 - 12月22日、テレビ東京） - エスパーママ 役[66]
- 特捜9 season7 第6話（2024年5月8日、テレビ朝日） - 高峰千尋 役[67]
- ウルトラマンアーク 第14・15・23 - 25話 （2024年10月12日・19日・12月21日・2025年1月11日・18日 、テレビ東京） - スイード 役
- D&D〜医者と刑事の捜査線〜 第2話（2024年10月25日、テレビ東京） - 根本洋子 役[68]
- 離婚弁護士 スパイダー〜慰謝料争奪編〜 第6話（2024年11月9日、日本テレビ） - 篠原冬美 役[69]
- 鬼平犯科帳 老盗の夢（2025年2月8日、時代劇専門チャンネル）[70]
- I, KILL（2025年5月18日 - 6月22日、WOWOW） - ひばり 役[71]
- 夜ドラ あおぞらビール（2025年6月16日 - 、NHK総合） - 大山千晶 役[72]

### テレビ番組レギュラー
- グラビアの美少女（1998年、MONDO21）
- なんやモー目茶苦茶屋（2000年10月 - 2001年3月、朝日放送）
- ファイトマネー（2001年、関西テレビ）
- 虎レバ（2001年、テレビ東京）
- MelodiX!（2002年、テレビ東京）
- 晴れるヤ夢街道!浪花雪乃丞一座（2002年、読売テレビ）
- アッコにおまかせ!（TBS） - 準レギュラー
- 笑林寺2〜輪廻転笑〜（2003年、TBS）
- 情報プレゼンター とくダネ!（2003年10月 - 2004年3月、フジテレビ）
- さとこいめぐさん（2004年10月 - 2005年3月、日本テレビ）
- 金曜かきこみTV（ - 2007年3月、NHK教育テレビ）
- 土曜かきこみTV（2007年4月 - 2008年3月、NHK教育テレビ）
- PRIDE王（東海テレビ）
- 梁山泊（1999年4月 - 2001年3月、スペースシャワーTV）
- お台場系・Bikiniでまにゅまにゅ（BSフジ）
- Happy Store（So-net）
- みんなの星（2006年4月 - 9月29日、テレビ東京）
- 極める!・読書学（2011年7月、NHK Eテレ）
- 老い愛で子さんのご自愛ください。〜ポジティブエイジングメソッド〜（2016年6月、テレビ東京） - 完ぺき子 役[73]

### その他テレビ番組
- 世界ウルルン滞在記（2003年3月9日、毎日放送・テレビマンユニオン）
- 阪神・淡路大震災10周年記念の特集「震災10年・10Days」（2005年1月、読売テレビ） - メインキャスター
- ぬけまいると伊勢旅完全ガイド (2018年12月9日、NHK総合)

### 映画
- サムライガール21（2002年）
- 模倣犯（2002年）
- 偶然にも最悪な少年（2003年） - 赤いミニスカートの女 役
- プレイガール（2003年） - 主演・三輪かおる 役[74]
- キューティーハニー（2004年） - 主演・如月ハニー/キューティーハニー 役[75]
- 日本沈没（2006年） - 結城の妻 役
- 口裂け女（2007年3月17日） - 主演・山下京子 役[76]
- 腑抜けども、悲しみの愛を見せろ（2007年7月7日） - 主演・和合澄伽 役 ※ヨコハマ映画祭 主演女優賞
- 銀色のシーズン（2008年1月12日） - 北原エリカ 役
- 秋深き（2008年11月8日） - 主演・川尻一代 役
- 罪とか罰とか（2009年2月28日） - 怜奈 役
- GOEMON（2009年5月1日） - 吉野太夫 役
- 斜陽（2009年5月9日） - 主演・かず子 役[77]
- ラッシュライフ（2009年6月13日） - 青山の妻 役
- すべては海になる（2010年） - 主演・千野夏樹 役
- 七瀬ふたたび（2010年）　- 漁藤子（タイムトラベラー）
- その街のこども 劇場版（2010年11月関西先行 / 2011年1月全国公開） - 主演・大村美夏 役[48]
- 行きずりの街（2010年） - 木村美紀 役
- ナイトピープル（2013年1月） - 杉野萌子（岡井美枝） 役
- R100（2013年10月5日）　- クラブ・ボンテージの女王様役
- 抱きしめたい -真実の物語-（2014年2月1日、東宝）
- リングサイド・ストーリー（2017年10月14日） - 主演・江ノ島カナコ 役（瑛太とW主演）[78]
- 猫忍（2017年5月20日） - 紅葉 役[56]
- ラプラスの魔女（2018年5月4日、東宝） - 水城千佐都 役[79][80]
- Diner ダイナー（2019年7月5日公開、ワーナーブラザース映画） - ディーディー 役[81]
- ファンシー（2020年2月7日）
- ミッドナイトスワン（2020年9月25日、キノフィルムズ） - 桑田真祐美役
- きさらぎ駅（2022年6月3日、イオンエンターテイメント / ナカチカ） - 葉山純子 役[82]
- 空のない世界から（2022年10月21日、ライツキューブ） - アゲハ 役[83][84]

### 舞台
- BOYS BE…ALIVE TRY AGAIN（2000年4月、博品館劇場） - 日替わりゲスト
- トンカツロック（2002年）
- 伝説のエンターティナー 陣内孝次郎の肖像（2003年5月20日 - 25日、博品館劇場）[85]
- おはつ（2004年） - 女郎 深雪 役
- 8人の女たち（2004年） - シュゾン 役
- 夏ノ夜ノ夢（2006年3月5日 - 14日、日生劇場 / 3月18日 - 26日、大阪松竹座） - ヘレナ 役[86]
- 舞台「空中ブランコ」（2008年4月、東京芸術劇場 他） - 看護師マユミ 役[87]
- ナイロン100℃ 32nd SESSION 15years Anniversary「シャープさん フラットさん」（2008年）
- パイパー（2009年）
- コースト・オブ・ユートピア - ユートピアの岸へ（2009年9月12日 - 10月4日、Bunkamuraシアターコクーン）[88][89]
- りんご 木村秋則物語（2010年11月5日 - 14日、ル テアトル銀座 / 11月20日 - 23日、兵庫県立芸術文化センター / 11月25日、刈谷市総合文化センター 大ホール / 11月28日、倉敷市民会館 / 11月30日 - 12月1日、キャナルシティ劇場 / 12月6日、イズミティ21大ホール） - ミチコ 役[90]
- レシピエント（2012年）
- 海辺のカフカ（2012年5月3日 - 20日、彩の国さいたま芸術劇場 大ホール / 6月21日 - 24日、シアターBRAVA!） - さくら 役[91][89]
- 地球ゴージャスプロデュース公演 Vol.13「クザリアーナの翼」（2014年1月8日 - 3月31日、赤坂ACTシアター 他） - イグレット 役 [92]
- 北齋漫畫（2019年6月9日 - 7月7日、東京グローブ座） - お直 役[93]
- 浪漫舞台 新装「走れメロス」〜小説・太宰治〜（2022年3月5日・6日、森ノ宮ピロティホール / 3月12日 - 21日、自由劇場） - 小山初代 / 太田静子 役[94]
- 大阪環状線 天満駅編〜うちの家族は日本一やねん!〜（2022年11月28日 - 12月12日、大阪松竹座）[95]

### アニメ
- 聖闘士星矢 冥王ハーデス十二宮編（2003年、OVA） - 春麗 役

### ゲーム
- ØSTORY（2000年、エニックス） - 占い師 役

### ラジオ
- 古本新之輔 ちゃぱらすかWOO!（文化放送） - クラブちゃぱらっちメンバー[13]
- ヤンマガ伝説キャイ〜ンDAあ゛〜ん（1999年4月 - 2000年3月、TBSラジオ）
- デジタル・チャリティ・ミュージックソン2003〜あったかラヴをハートでネット。（2003年12月23日、ニッポン放送） - 24時間パーソナリティ[96]
- 佐藤江梨子 FEEL! LIKE! HAPPY!（2005年1月 - 12月、TOKYO FM）
- サトエリの"アタシに任せて!"（2000年 - 2005年、綜合放送制作/高知放送ほか）
- サトエリ・エンターテイメント!（2004年4月 - 2005年3月、ニッポン放送）
- デーモン小暮 ニッポン全国 ラジベガス（2005年4月 - 9月、ニッポン放送）

### WEB
- HANDSHAKING 第2回（2004年1月 - 、日立総合計画研究所）
- 森の戦士ボノロン 第17弾よみきかせ（2008年2月）
- ヒミツの関係〜先生は同居人〜（2010年7月1日 - 9月23日、NTTドコモ/Bee TV） - 松宮玲子 役
- 奇妙な恋の物語‐THE AMAZING LOVE STORY- Episode3「未来花火」（2014年8月28日、UULA） - 有紀 役[97]
- 恋愛デスマッチ「国宝級彼氏オーディション」（2023年2月中旬 - 、TVer・Hulu・日テレTADA ほか） - 審査委員長 役[98]

### CM
- 日本コカ・コーラ
  - コカ・コーラ「ココロが踊りだす」（1999年）
  - ジョージア（2003年 - 2005年）
- ロータスクラブ キャンペーンガール（2000年）
- 日清食品「とんがらし麺」（2000年）
- カール・ツァイス（2001年）
- 白元「ワイパアハエとりフェロモン」（2001年）
- タケダスポーツ（2001年）
- サッポロビール「ファインラガー」（2002年）
- プロピア（2002年）
- au関東 イメージキャラクター（2002年）
- JRA（2003年） - 明石家さんまと共演
- たかの友梨ビューティクリニック（2003年） - Gacktと共演[99]
- コーセー「ハッピーバスデイ（2004年 - ）
- ミツカン「しゃぶしゃぶのタレ」（2004年）
- ユニ・チャーム「ソフィ」（2005年 - ）
- スポーツ振興くじtoto GOAL3新発売キャンペーン（2005年）
- ティップネススポーツクラブ イメージキャラクター（2005年 - ）
- サントリー
  - 「おうちカクテル」（2006年）
  - 「BOSS」（2011年）
- 首都高速道路「平成18年度トンネル防災設備点検に伴う通行止め」（2006年）
- 北海道 国民健康保険料納付促進キャンペーン（2007年）
- ユニクロ「Wide Leg Jeans」（2007年）
- 宝塚エリー（宝塚市の分譲マンション）（2007年）
- ワーナーミュージック・ジャパン「Lovely! Cute&Sweet J-Ballads」（2008年）
- アサヒビール
  - 「アサヒ旬果搾り 爽感（そうかん）」（2008年3月 - ）[100]
  - 「アサヒ旬果搾り Fruttio（フルッティオ）」（2008年）
- イオン「COOLISHFACT」（2011年）
- ダイハツ工業 企業CM「日本のどこかで　新しい町」篇（2011年 - 2012年）
- 西松屋（2013年 - ）[101] - 市川実日子と共演
- 阪神電気鉄道「阪神沿線物語」（2014年1月 - ） - ハマカーンと共演[102]
- カゴメ 野菜生活100「栄養吸収率の高い野菜」篇（2015年3月14日 - ）[103][104]
- NTTドコモ ドコモ光「何がはじまる？」篇（2015年） - 千葉真一・渡辺謙・安藤玉恵・マキタスポーツと共演
- DHC「フォースコリー」（2016年5月 - 2017年）[105]

### ミュージックビデオ
- HI-D「GET BACK IN LOVE / 夢のキオク」（2004年）

## 出版物

### 写真集
単独名義
- POP OF LOVE（1998年11月20日発行、ぶんか社） ISBN 4-8211-2253-7 撮影：永利隆之
- “UFU”（1999年3月31日発行、彩文館出版） ISBN 4-916115-24-4 撮影：山岸伸
- GEiL（1999年10月17日発行、音楽専科社） ISBN 4-87279-025-1 撮影：塔下智士
- eriko（2000年3月30日発行、T・I・S） ISBN 4-88618-226-7 撮影：野村誠一
- Shape Line（2000年7月7日発行、ソフトガレージ） ISBN 4-921068-58-5 撮影：木村智哉
- きらめき（2000年9月22日発行、音楽専科社） ISBN 4-87279-048-0 撮影：難波宏
- ELLE（2000年12月16日発行、竹書房） ISBN 4-8124-0690-0 撮影：会田我路
- cinnamon（2001年10月25日発行、アクアハウス） ISBN 4-86046-023-5 撮影：小塚毅之
- 月刊 佐藤江梨子（2001年12月19日発行、新潮社） ISBN 4-10-790094-0 撮影：藤代冥砂
- LOOK SHARP（2002年5月11日発行、小学館） sabra別冊（雑誌扱い） 撮影：渡辺達生
- 원펙 PERFECT（2002年12月25日発行、コンパス） ISBN 4-87763-100-3（限定） 撮影：山岸伸 ポートレイト+DVD
- ポケットに佐藤江梨子（2003年3月15日発行、講談社） ISBN 4-06-256720-2 撮影：井ノ元浩二
- PERFECTNESS（2003年8月16日発行、竹書房） ISBN 4-8124-1312-5 撮影：ラルフ・ジェリング
- ウラエリコ（2003年12月10日発行、ぶんか） ISBN 4-8211-2546-3 撮影：小野麻早
- ハニーフラッシュ（2004年5月26日発行、マガジンハウス） ISBN 4-8387-1493-9 撮影：大橋仁
- おひっこし（2004年4月27日発行、音楽専科社） ISBN 4-87279-152-5 撮影：野村誠一
- es（2013年6月25日、学研マーケティング）ISBN 978-4-05-405636-7 撮影：根本好伸

複数名義
- cab! 7 girls（2001年8月25日発行、セブンスクイッド）  セブンイレブン専売 撮影：Mai Okamoto
イエローキャブ所属タレント7人のオフショット集
- ASAHI PRESS volume4（2001年11月20日発行、朝日出版社） ISBN 4-255-00117-0 撮影：宮澤正明
他掲載：川村亜紀、小野愛、安藤盟、五十嵐りさ
- YELLOW GIRLS（2002年3月14日発行、小学館） sabra別冊（雑誌扱い） 撮影：渡辺達生
他掲載：小池栄子、MEGUMI

### 著書・著作
- 気遣い喫茶（2003年9月20日発行、扶桑社）[12] ISBN 4-594-04194-9
- @New York ニューヨーク・フォトガイドブック（2004年8月24日発行、アクアハウス） ISBN 4-86046-085-5 柴田玲、山岸伸共著
- サトエリのナライゴト（2007年5月14日発売、エスプレ）
- TROIS トロワ（2009年8月28日発売、角川書店） - 石田衣良、唯川恵とのリレー小説[30]
- 『言いたい放談』（コラム）（東京新聞 2011年4月 - ）

### 作詞
- MEGUMI 1stフルアルバム『LOVE ALL PLAY』（2004年8月25日リリース/GNCL-1014） 収録曲「Dive」（補作詞: shungo.）

### ビデオ・DVD
単独名義
- DAYDREAM（日テレジェニック'98）（1998年11月21日、バップ）
- Final Beauty（1999年7月21日、竹書房）
- Island Blossom（2000年2月20日、ラインコミュニケーションズ）
- Shape Line（2000年6月21日、キングレコード）
- ELLE（2000年12月、竹書房）
- 佐藤江梨子コスプレDVD（2001年3月25日、竹書房）
- Apricot Shake（2001年10月20日、アクアハウス）
- カンペキ Perfection（2002年12月19日、ドリーム・エッグス）
- COVER GIRLS（2003年5月21日、コロムビアミュージックエンタテインメント）
- per favore（2003年10月10日、フォーサイド・ドット・コム）
- la mariposa（2004年6月16日、h.m.p）

複数名義
- ON/OFF（2003年5月23日、パイオニアLDC） 共演：小池栄子
- YELLOW GIRLS the DVD（2003年6月18日、小学館） 共演：小池栄子、MEGUMI